# 291e régiment d'infanterie Zara
La 291e régiment d'infanterie Zara (en italien : 291ª Reggimento fanteria "Zara") est un régiment d'infanterie de l'armée italienne pendant la Seconde Guerre mondiale. Le régiment fait partie de la 158e division d'infanterie Zara.

## Histoire
Le régiment est constitué à Zadar le 1er septembre 1942, par les troupes de stockage présentes dans la ville.
Le régiment s'est d'abord occupé de la défense côtière en Dalmatie (Croatie), le régiment a été dissous le 9 septembre 1943 à cause de l'armistice de Cassibile et de l'opération Achse.